# Манастир Дохијар
Манастир Дохијар (грч. Μονη Δοχειαρειου) је православни грчки мушки манастир на Светој гори, десети у хијерархији манастира. 1990-те живело је 32 монаха. Име Дохијар означава појам "гостопримац" (у манастиру) „трпезар” и „подрумар”.
Манастир празнује Сабор светих архангела Михајла 8. новембра по јулијанском календару, (21. новембар грегоријански календар), коме је посвећен и манастриски храм.

## Опис
Манастир се налази на југозападној обали полуострва Атос. Окружен је шумама, пашњацима и вртовима.
Манастир се од 1988. године, заједно са осталих деветнаест светогорских манастира, налази на УНЕСКО-вој листи светске баштине у склопу споменика средњег века обједињених под заштићеном целином Планина Атос.

## Историја
По предању манастир је основао био први ктитор српски властелин Дохијар. Али утврђено је да име Дохијар долази из чињенице да је њен оснивач био је 976. године игуман Јефтимије Атонски, који је био монах Манастира Велике Лавре.
Главни храм манастира подигао је цар Нићифор II Фока, други Свети Атанасије Велики и Јевтимије. Јевтимије је први изградио цркву и келије на локацији пристаништа Дафни, а потом се повукао на север, где је подигао храм посвећен Светом Николи. Та црква је живописана 1568. године. Као други ктитор помиње се Јефтимијев рођак Никола, који се ту замонашио и потом постао игуман. Манастир је основан на новом месту, на земљишту манастира Ксиропотама пре 1013. године, од стране монаха Јована "дохијара ксиропотаманског".
У XIV веку манастир је обновљен ктиторством цара Јована Палеолога и српског краља Стефана Душана. По повељи цара Душана од марта 1349. године види се да је манастиру дато утврђење Равеника. У XVI веку манастир је обновљен након турског разарања.
О животу у овом манастиру снимљен је документарни филм „Где си, Адаме?”.

## Архитектура и реликвије
- Црква Арханђела, први храм на Светој гори од мермера, на прелазу из храма у трпезарију су слике прва три игумана.
- Са десне стране улаза у трпезарију, у специјално конструисаној капели је чудотворна икона Богородице Брзопомоћнице (грч. Γοργοεπεκοος), насликана у 10. веку у време игумана Неофита.